# كلود لوكاس
كلود لوكاس (بالفرنسية: Claude Lucas)‏ هو كاتب فرنسي، ولد في 30 أكتوبر 1943 في لا بول إسكوبلاك في فرنسا.